# Олайнская волость
Олайнская волость (латыш. Olaines pagasts) — одна из двух территориальных единиц Олайнского края Латвии.
Граничит с Бабитской волостью Бабитского края, Марупским краем, городами Рига и Баложи, Кекавской волостью Кекавского края, Балдонской волостью Балдонского края, Иецавским краем, Салгальской и Ценской волостями Озолниекского края и Валгундской волостью Елгавского края.
Крупнейшими населёнными пунктами волости являются: Яунолайне (волостной центр), Паролайне, Гайсмас, Медемциемс, Петерниеки.

## Географическое положение
Волость находится в болотистой местности Среднелатвийской низменности к западу от Риги. На её территории протекают реки Эжупе, Яньупе, Путрупе, Миса, Цена, Спулле, Медайне, Олайните, Пупла и лежит озеро Стуришу.

## История
Олайнская волость, как административная единица, возникла в 1819 году, после раскрепощения крестьян Лифляндской губернии. В 1909 году в неё вошли земли Биеренской волости Рижского уезда. В 1935 году территория Олайнской волости составила 154 км² с населением 1035 человек. В 1945 году волость включала Олайнский и Баложский сельские советы, но в 1949 году была ликвидирована. В 1963 году часть территории посёлка, земли колхоза «Даугава» и несколько лесных участков отошли к Катлакалнсу, но взамен был присоединён совхоз «Олайне» Далбского сельсовета. В 1965 году эти земли были поделены между посёлком городского типа Олайне и Далбским сельсоветом. В 1990 году Далбский сельсовет был реорганизован в Олайнскую волость. В 2009 году, по окончании латвийской административно-территориальной реформы, Олайнская волость и город Олайне вошли в состав созданного Олайнского края.